# 25e cérémonie des Producers Guild of America Awards
La 25e cérémonie des Producers Guild of America Awards (PGA Awards), décernés par la Producers Guild of America, a eu lieu le 19 janvier 2014, et a récompensé les producteurs du cinéma et de la télévision pour leur travail de l'année précédente.
Les nominations ont été annoncées le 2 janvier 2014,.

## Palmarès

### Cinéma

#### Film
(ex æquo)
- Gravity — Alfonso Cuarón, David Heyman
- Twelve Years a Slave — Anthony Katagas, Jeremy Kleiner, Steve McQueen, Brad Pitt et Dede Gardner
  - American Bluff (American Hustle) — Megan Ellison, Jon Gordon, Charles Roven, Richard Suckle
  - Blue Jasmine — Letty Aronson, Stephen Tenenbaum
  - Capitaine Phillips (Captain Phillips) — Dana Brunetti, Michael De Luca, Scott Rudin
  - Dallas Buyers Club — Robbie Brenner, Rachel Winter
  - Dans l'ombre de Mary (Saving Mr. Banks) — Ian Collie, Alison Owen, Philip Steuer
  - Her — Megan Ellison, Spike Jonze, Vincent Landay
  - Le Loup de Wall Street (The Wolf of Wall Street) — Riza Aziz, Emma Koskoff, Joey McFarland
  - Nebraska — Albert Berger, Ron Yerxa

#### Film d'animation
- La Reine des neiges (Frozen) — Peter Del Vecho
  - Les Croods (The Croods) — Kristine Belson, Jane Hartwell
  - Moi, moche et méchant 2 (Despicable Me 2) — Janet Healy, Chris Meledandri
  - Epic : La Bataille du royaume secret (Epic) — Jerry Davis, Lori Forte
  - Monstres Academy (Monsters University) — Kori Rae

#### Film documentaire
- We Steal Secrets: The Story of WikiLeaks — Alexis Bloom, Alex Gibney, Marc Shmuger
  - A Place at the Table — Julie Goldman, Ryan Harrington, Kristi Jacobson, Lori Silverbush
  - Far Out Isn't Far Enough: The Tomi Ungerer Story — Brad Bernstein, Rick Cikowski
  - Life According to Sam — Andrea Nix, Sean Fine, Miriam Weintraub
  - Which Way Is The Front Line From Here? The Life and Time of Tim Hetherington — James Brabazon, Nick Quested

### Télévision
Note : le symbole « ♕ » rappelle le gagnant de l'année précédente (si nomination).

#### Série télévisée dramatique
- Breaking Bad — Melissa Bernstein, Sam Catlin, Bryan Cranston, Vince Gilligan, Peter Gould, Mark Johnson, Stewart Lyons, Michelle MacLaren, George Mastras, Diane Mercer, Thomas Schnauz et Moira Walley-Beckett
  - Downton Abbey — Julian Fellowes, Gareth Neame et Liz Trubridge
  - Game of Thrones — David Benioff, Bernadette Caulfield, Frank Doelger, Christopher Newman, Greg Spence, Carolyn Strauss et D.B. Weiss
  - Homeland — Henry Bromell, Alexander Cary, Michael Cuesta, Alex Gansa, Howard Gordon, Chip Johannessen, Michael Klick et Meredith Stiehm ♕
  - House of Cards — Joshua Donen, David Fincher, Karyn McCarthy, John Melfi, Eric Roth, Kevin Spacey et Beau Willimon

#### Série télévisée comique
- Modern Family — Paul Corrigan, Abraham Higginbotham, Ben Karlin, Elaine Ko, Steven Levitan, Christopher Lloyd, Jeffrey Morton, Dan O’Shannon, Jeffrey Richman, Chris Smirnoff, Brad Walsh, Bill Wrubel, Danny Zuker ♕
  - 30 Rock — Jack Burditt, Robert Carlock, Luke Del Tredici , Tina Fey, Matt Hubbard , Marci Klein, Jerry Kupfer , Colleen McGuinness, Lorne Michaels, David Miner, Dylan Morgan , Jeff Richmond , Josh Siegal, Tracey Wigfield
  - Arrested Development — John Foy, Brian Grazer, Ron Howard, Mitchell Hurwitz, Dean Lorey, Troy Miller, Richard Rosenstock, Jim Vallely
  - The Big Bang Theory — Bill Prady, Chuck Lorre, Steven Molaro, Faye Oshima Belyeu
  - Veep — Simon Blackwell, Christopher Godsick, Armando Iannucci, Stephanie Laing, Julia Louis-Dreyfus, Frank Rich, Tony Roche

#### Mini-série ou un téléfilm
- Ma vie avec Liberace (Behind the Candelabra) — Susan Ekins, Gregory Jacobs, Michael Polaire, Jerry Weintraub
  - American Horror Story: Asylum — Brad Buecker, Dante Di Loreto, Brad Falchuk, Alexis Martin Woodall (en), Ryan Murphy, Chip Vucelich
  - Killing Kennedy — Mary Lisio, Larry Rapaport, Ridley Scott, Teri Weinberg, David W. Zucker
  - Phil Spector — Michael Hausman, Barry Levinson
  - Top of the Lake — Philippa Campbell, Jane Campion, Iain Canning, Emile Sherman

#### Non-fiction
- Anthony Bourdain: No Reservations — Anthony Bourdain, Christopher Collins, Lydia Tenaglia et Sandy Zweig
  - 30 for 30 — Bill Simmons, John Dahl, Erin Leyden, Connor Schell
  - Duck Dynasty —  Deirdre Gurney, Scott Gurney, Mike Odair, Hugh Peterson, Adam Saltzberg, Charlie Van Vleet
  - Inside the Actors Studio — James Lipton, Shawn Tesser et Jeff Wurtz
  - Shark Tank — Mark Burnett, Becky Blitz, Bill Gaudsmith, Yun Lingner, Clay Newbill, Jim Roush, Laura Skowlund, Max Swedlow

#### Direct ou talk-show
- The Colbert Report — Meredith Bennett, Stephen Colbert, Richard Dahm, Paul Dinello, Barry Julien, Matt Lappin, Emily Lazar, Tanya Michnevich Bracco, Tom Purcell et Jon Stewart ♕
  - Jimmy Kimmel Live! — David Craig, Ken Crosby, Doug DeLuca, Gary Greenberg, Erin Irwin, Jimmy Kimmel, Jill Leiderman, Molly McNearney, Tony Romero, Jason Schrift, Jennifer Sharron, Josh Weintraub
  - Late Night with Jimmy Fallon —  Hillary Hunn, Lorne Michaels, Gavin Purcell et Michael Shoemaker
  - Real Time with Bill Maher — Scott Carter, Sheila Griffiths, Marc Gurvitz, Dean Johnsen, Bill Maher, Billy Martin, Matt Wood
  - Saturday Night Live — Ken Aymong, Erin Doyle, Steve Higgins, Erik Kenward, Lorne Michaels, Lindsay Shookus

#### Télé-réalité
- The Voice — Stijn Bakkers, Mark Burnett, John de Mol, Chad Hines, Lee Metzger, Audrey Morrissey, Jim Roush, Nicolle Yaron, Mike Yurchuk et Amanda Zucker
  - The Amazing Race — Jerry Bruckheimer, Elise Doganieri, Jonathan Littman, Bertram van Munster et Mark Vertullo ♕
  - Dancing with the Stars — Ashley Edens Shaffer, Conrad Green et Joe Sungkur
  - Projet haute couture (Project Runway) — Jane Cha Cutler, Desiree Gruber, Tim Gunn, Heidi Klum, Jonathan Murray, Sara Rea et Colleen Sands
  - Top Chef — Daniel Cutforth, Casey Kriley, Jane Lipsitz, Dan Murphy et Nan Strait

#### Sport
- SportsCenter
  - 24/7
  - Hard Knocks
  - Monday Night Football
  - Real Sports with Bryant Gumbel ♕

#### Enfants
- 1, rue Sésame ♕
  - Dora the Explorer
  - iCarly
  - Phinéas et Ferb
  - Spongebob Squarepants

### En ligne
- Wired: What's Inside
  - Burning Love
  - Epic Rap Battles of History
  - The Lizzie Bennet Diaries
  - Video Game High School

### Prix spéciaux
- Stanley Kramer Award : Fruitvale Station
- Milestone Award : Robert Iger
- Vanguard Award : Peter Jackson et Joe Letteri
- Visionary Award : Chris Meledandri
- David O. Selznick Achievement Award (cinéma) : Barbara Broccoli et Michael G. Wilson
- Norman Lear Achievement Award (télévision) : Chuck Lorre